# Mars, Incorporated
Mars, Incorporated là nhà sản xuất bánh kẹo, thức ăn cho thú cưng và các sản phẩm thực phẩm khác trên toàn cầu của Mỹ và là nhà cung cấp dịch vụ chăm sóc động vật, với doanh thu hàng năm là 33 tỷ USD vào năm 2015. Mars được Forbes xếp hạng là công ty tư nhân lớn thứ 6 tại Hoa Kỳ. Có trụ sở tại McLean, Virginia, Hoa Kỳ, công ty hoàn toàn thuộc sở hữu của gia đình Mars. Mars hoạt động trong năm phân khúc kinh doanh trên khắp thế giới: Mars Wrigley Confectionary (có trụsở tại Chicago, Illinois, với trụ sở chính tại Hoa Kỳ tại Hackettstown và Newark, New Jersey), Petcare (Zaventem, Bỉ; Poncitlán và Jalisco, Mexico; Querétaro, Mexico;), Thực phẩm (Rancho Sebastuez, California), Đồ uống (West Chester, Pennsylvania) và Symbioscience (Germantown, Maryland), bộ phận phụ trách khoa học đời sống của công ty.

## Lịch sử

Logo Mars cũ được sử dụng giữa ngày thành lập của công ty vào năm 1911 cho đến tháng 3 năm 2019

Mars là một công ty được biết đến với các mặt hàng bánh kẹo mà nó tạo ra, như thanh socola  Mars, thanh socola  Milky Way, M & M's, Skittles, Snickers và Twix. Họ cũng sản xuất đồ ăn nhẹ không bánh kẹo, chẳng hạn như Combos, và các loại thực phẩm khác, bao gồm cả Uncle Ben's Rice và nhãn hiệu nước sốt mì ống Dolmio, cũng như các loại thực phẩm cho thú cưng, như nhãn hiệu Pedigree, Whiskas, Nutro và Royal Canin.
Orbit gum là một trong những thương hiệu phổ biến nhất, được quản lý bởi thương hiệu công ty con Mars, Wrigley. Trong Thế chiến II, Wrigley chỉ bán kẹo cao su cùng tên cho binh lính, trong khi Orbit được bán cho công chúng. Mặc dù bị bỏ rơi ngay sau chiến tranh, khoảng 30 năm sau, Orbit đã trở lại ở Mỹ trong cơn sốt kẹo cao su.